# (10428) Wanders
(10428) Wanders es un asteroide perteneciente al cinturón de asteroides descubierto el 24 de septiembre de 1960 por Ingrid van Houten-Groeneveld, Cornelis Johannes van Houten y Tom Gehrels desde el observatorio del Monte Palomar, Estados Unidos.

## Designación y nombre
Wanders fue designado al principio como 2073 P-L.
Más adelante, en 2001, se nombró en honor del astrónomo y matemático neerlandés Adrianus Wanders (1903-1984) a propuesta de Willem A. Fröger.

## Características orbitales
Wanders orbita a una distancia media del Sol de 2,567 ua, pudiendo acercarse hasta 2,094 ua y alejarse hasta 3,041 ua. Su excentricidad es 0,1844 y la inclinación orbital 2,845 grados. Emplea en completar una órbita alrededor del Sol 1503 días.

## Características físicas
La magnitud absoluta de Wanders es 15,6.